# Kakod
Kakod è una suddivisione dell'India, classificata come nagar panchayat, di 7.119 abitanti, situata nel distretto di Gautam Buddha Nagar, nello stato federato dell'Uttar Pradesh.